# Bologna Ragazzi Award

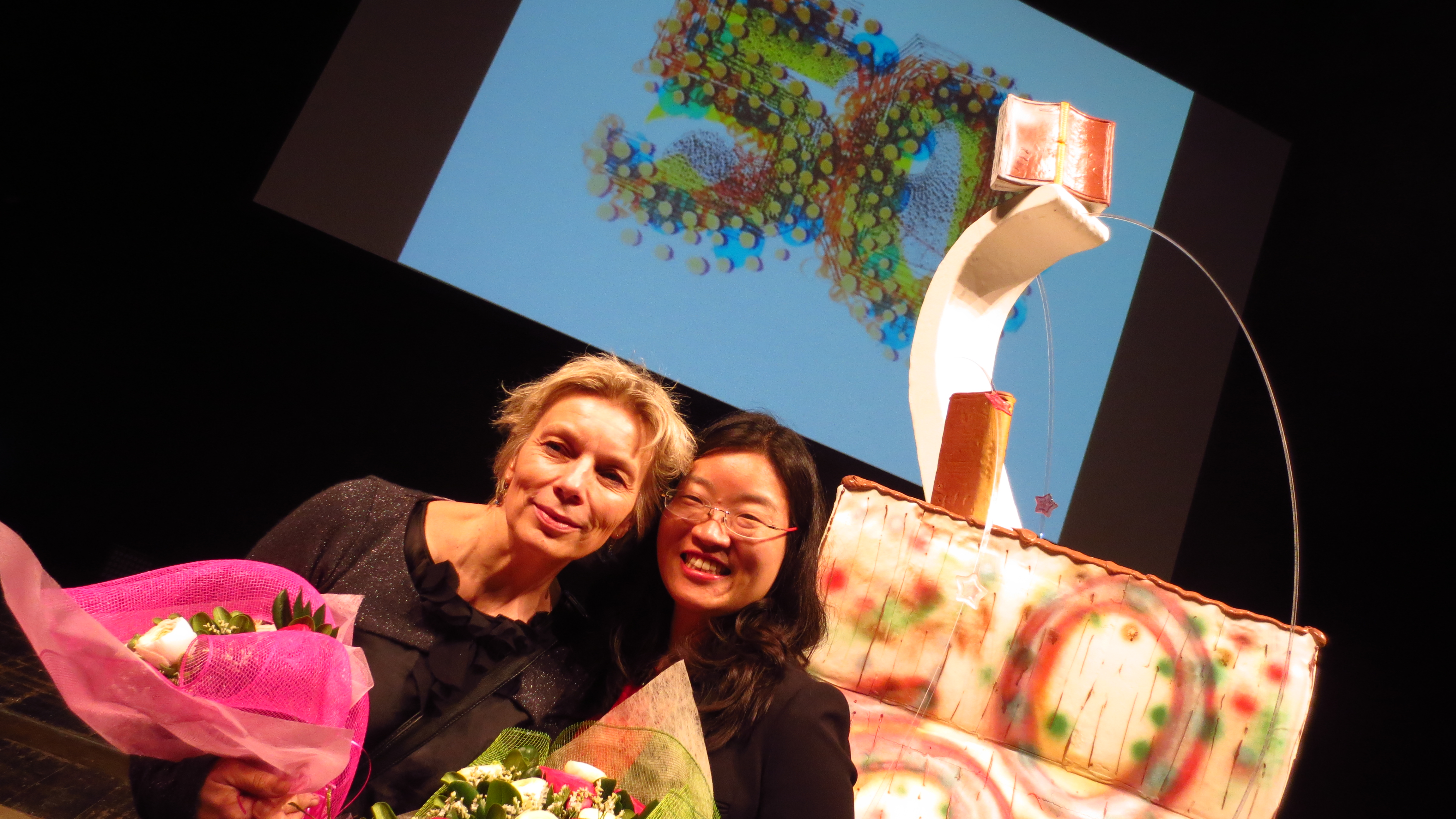
Iwona Chmielewska (links, Gewinnerin des Bologna Ragazzi Awards 2013 in der Kategorie Fiction) zusammen mit der südkoreanischen Kinderbuchexpertin Jiwone Lee am 26. März 2013 auf der Bühne des Teatro Communale in Bologna während der Preisverleihung der Bologna Ragazzi Awards 2013 im Rahmen der 50. Kinderbuchmesse Bologna.

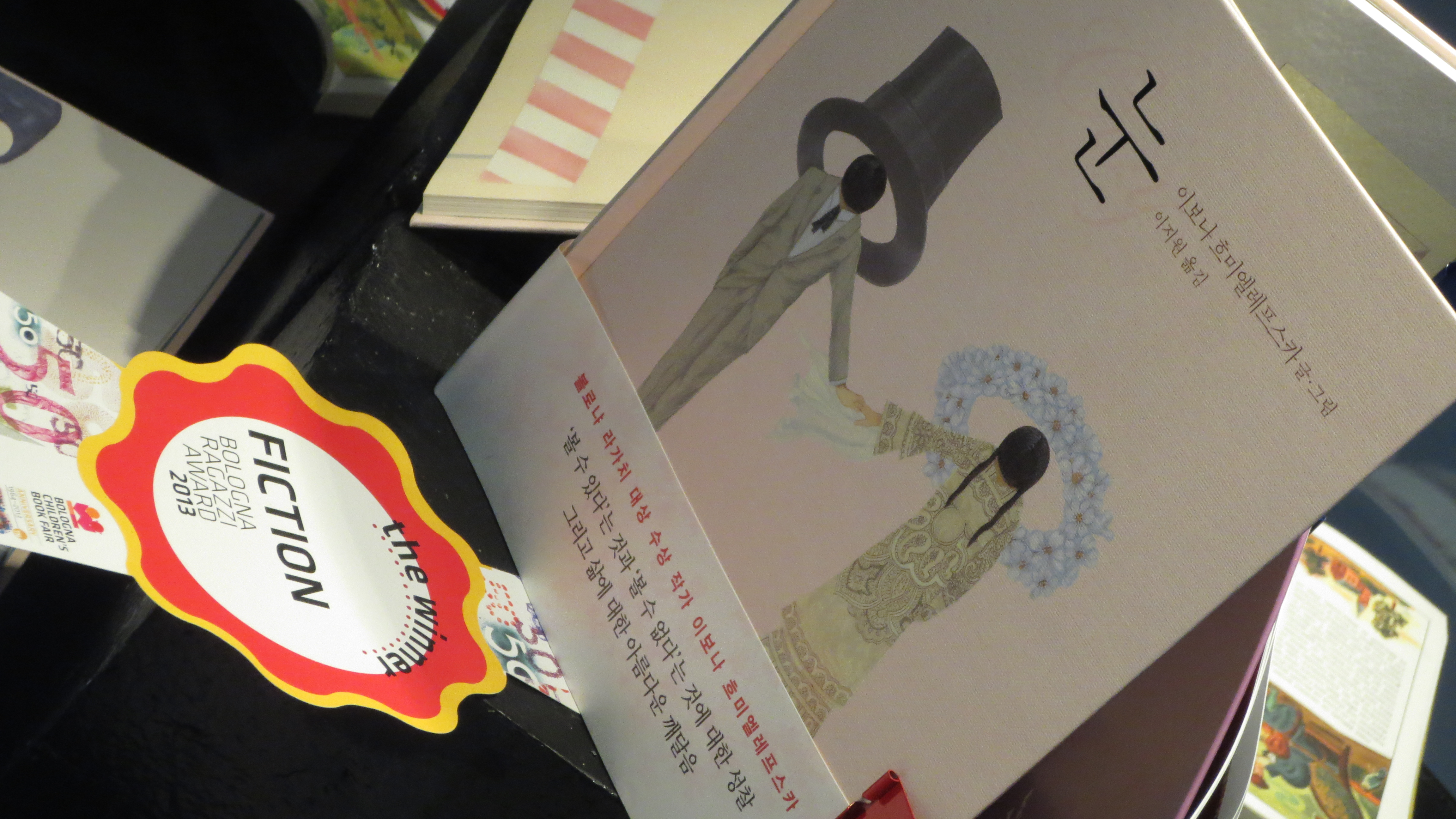
Ausgestelltes Exemplar von Iwona Chmielewskas Bilderbuch 눈 (Augen) auf der 50. Kinderbuchmesse Bologna am 27. März 2013. Das Buch wurde auf der Messe mit dem Bologna Ragazzi Award 2013 in der Kategorie Fiction ausgezeichnet.

Der Bologna Ragazzi Award (BRAW) ist ein italienischer Kinderliteraturpreis, der seit 1966 bei der Internationalen Kinderbuchmesse Bologna verliehen wird.

## Preisträger
1966
- Premio Grafico Fiera di Bologna: Emilio Radius (Text) und Anonimo Bolognese (Illustrationen) für Gesù oggi
- Premio Critici in Erba: Jacqueline des Gouttes, Felix Salten (Text) und Xavier Saint-Justh (Illustrationen) für L’album de Bambi

1967
- Premio Grafico Fiera di Bologna: Hilde Heyduck-Huth für Drei Vögel
- Premio Critici in Erba: Barberis für Ich schenk dir einen Papagei!

1968
- Premio Grafico Fiera di Bologna per l'Infanzia: Brüder Grimm (Text) und Katrin Brandt (Illustrationen) für Die Wichtelmänner
- Premio Grafico Fiera di Bologna per la Gioventù: Eduard Petiška (Text) und Jindra Čapek (Illustrationen) für Příběhy, nakterē svītil slunce: báje a pověsti starého Egypta, Mezopotámie a Izraele
- Premio Critici in Erba: Folco Quilici für Alla scoperta dell’Africa

1969
- Premio Grafico Fiera di Bologna per l'Infanzia: Samad Behrangi und Farshid Mesghali für Mahi-ye siyah-ye kutchulu
- Premio Grafico Fiera di Bologna per la Gioventù: Michel Ragon für La cité de l’an 2000
- Premio Critici in Erba: Jan Wahl (Text) und John Alcorn (Illustrationen) für Pocahontas in London

1970
- Premio Grafico Fiera di Bologna per l'Infanzia: Eric Carle für 1, 2, 3 ein Zug zum Zoo
- Premio Grafico Fiera di Bologna per la Gioventù: Jac. J. Sinnema und C. M. de Vries für Vertel het uw kinderen
- Premio Critici in Erba: Lisetta Davanzo (Text) für La storia di Francesco e Chiara raccontata dai bambini di Croce

1971
- Premio Grafico Fiera di Bologna per l’Infanzia: Remy Charlip für Arm in arm: a collection of connections endless tales reiterations and other echolalia
- Premio Grafico Fiera di Bologna per la Gioventù: Tutto su Gerusalemme biblica: panorama della città ai tempi di Cristo (Giunti-Bemporad Marzocco, Florenz 1970)
- Premio Critici in Erba: Irmgard Lucht und Josef Guggenmos für Alle meine Blätter …

1972
- Premio Grafico Fiera di Bologna per l’Infanzia: Ruth Hürlimann für Stadtmaus und Landmaus
- Premio Grafico Fiera di Bologna per la Gioventù: O. Sirovátka, R. Lužík (Text) und Mária Želibská (Illustrationen) für Slawische Märchen
- Premio Critici in Erba: A. B. Paterson (Text) und Desmond Digby (Illustrationen) für Waltzing Matilda

1973
- Premio Grafico Fiera di Bologna per l’Infanzia: Gianni Rodari für Kopfblumen
- Premio Grafico Fiera di Bologna per la Gioventù: Maria Krügerova (Text) und Karel Svolinský (Illustrationen) für Hodina Nachové Rùže
- Premio Critici in Erba: Gebrüder Grimm (Text) und Nancy Ekholm Burkert (Illustrationen) für Snow-white and the seven dwarfs

1974
- Premio Grafico Fiera di Bologna per l’Infanzia: Gebrüder Grimm (Text) und Edward Gorey (Illustrationen) für Rotkäppchen
- Premio Grafico Fiera di Bologna per la Gioventù: The last of the Mohicans (The Felix Gluck Press)
- Premio Critici in Erba: I. Sokolov-Mikimov (Text) und G. Nikol'skovo (Illustrationen) für God v lesu: rasskazy

1975
- Premio Grafico Fiera di Bologna per l’Infanzia: Joelle Boucher und Bernard Barokas für Trois petits flocons
- Premio Grafico Fiera di Bologna per la Gioventù: Gerri Zotter für Das Sprachbastelbuch
- Premio Critici in Erba: Oscar Wilde (Text) und Piero Crida (Illustrationen) für Il principe felice e altri racconti

1976
- Premio Grafico Fiera di Bologna per l’Infanzia: T. Okuda und M. Yonekura für Maho oshiemasu
- Premio Grafico Fiera di Bologna per la Gioventù: A. S. Puschkin (Text) und Fedora Konstantinova (Illustrationen) für Mednyj vsadnik: Peterburgskaja povest
- Premio Critici in Erba: Grete Janus Hertz (Text) und Iben Clante (Illustrationen) für Das gelbe Haus

1977
- Premio Grafico Fiera di Bologna per l’Infanzia: Florence Parry Heide (Text) und Edward Gorey (Illustrationen) für Schorschi schrumpft
- Premio Grafico Fiera di Bologna per la Gioventù: Masakane Yonekura für Takeru
- Premio Critici in Erba: Jean de Brunhoff für Die Geschichte von Babar, dem kleinen Elefanten

1978
- Premio Grafico Fiera di Bologna per l’Infanzia: Janusz Grabianski für die Reihe Grabianskis Stadtmusikanten
- Premio Grafico Fiera di Bologna per la Gioventù: Mitsumasa Anno für Mitsumasa Anno no gashu: Anno 1968–1977
- Premio Critici in Erba: Mark Way für Nicholas and the moon eggs

1979
- Premio Grafico Fiera di Bologna per l’Infanzia: Mark Twain (Text) und Jean Michel Nicollet (Illustrationen) für Histoire du petit Stephen Girard
- Premio Grafico Fiera di Bologna per la Gioventù: Adela Turin (Text) und Annie Goetzinger (Illustrationen) für Aurora: Aurore Dupin diventa George Sand
- Premio Critici in Erba: Tatjana Hauptmann für Ein Tag im Leben der Dorothea Wutz
- Premio Critici in Erba: Amrei Fechner für Ich bin der kleine Elefant

1980
- Premio Grafico Fiera di Bologna per l’Infanzia: Yasushi Akutagawa und Mitsumasa Anno für Uta no ehon 2.: sekai no shoka yori
- Premio Grafico Fiera di Bologna per la Gioventù: Rita Mühlbauer und Hanno Rink für Himmelszelt und Schneckenhaus: Wohnhäuser, Wohnwagen, Hütten, Zelte, Herdhäuser, Hausboote, Burgen, Baumhäuser, Schlösser, Höhlenwohnungen, Schutzdächer
- Premio Critici in Erba: Birke Bärwinkel und Wilfried Mose für Das Buch vom Dorf: Die Geschichte eines Dorfes und seiner Umgebung in Bildern gemalt

1981
- Premio Grafico Fiera di Bologna per l’Infanzia: Anne van der Essen (Text) und Etienne Delessert (Illustrationen) für die Reihe Yok Yok
- Premio Grafico Fiera di Bologna per la Gioventù: Marie Pérennou, Claude Nuridsany und Jacques Very für Insecte
- Premio Critici in Erba: Jenny Partridge für Mr Squint

1982
- Premio Grafico Fiera di Bologna per l’Infanzia: Claude Lapointe für die Reihe Les Secrets de l’image
- Premio Grafico Fiera di Bologna per la Gioventù: Peter Dickinson (Text) und Michael Foreman (Illustrationen) für City of gold and other stories from the Old Testament
- Premio Critici in Erba: Tomu Nakamura für Kobitotachi no izanari

1983
- Premio Grafico Fiera di Bologna per l’Infanzia: Roy Gerrard für The Favershams
- Premio Grafico Fiera di Bologna per la Gioventù: Yves Pinguilly für Il était une fois, les mots…
- Premio Critici in Erba: Ingrid Selberg (Text) und Andrew Miller (Illustrationen) für Our changing world

1984
- Premio Grafico Fiera di Bologna per l'Infanzia: Charles Perrault (Text) und Sarah Moon (Fotografien) für Le petit chaperon rouge
- Premio Grafico Fiera di Bologna per la Gioventù: Lewis Carroll (Text) und Markéta Prachatická (Illustrationen) für Alenka v kraji divu a za zrcadlem
- Premio Critici in Erba: Ann Mame und Midori Yumezuki für Memu cat 1, 2, 3

1985
- Premio Grafico Fiera di Bologna per l’Infanzia: Mehdi Mo’ini und Morteza Esma’ili-e Sohi für Bargha
  - Lobende Erwähnungen: Jill Heylen, Celia Jellett und Kerry Argent für Someone is Flying Ballons: Australian Poems for Children; Collection unter der Herausgeberschaft von Etienne Delessert; Olivier Poncer für Le joueur de plume: a cache cache avec l'image
- Premio Grafico Fiera di Bologna per la Gioventù: Kit Williams für The Book Without a Name
  - Lobende Erwähnungen: Jonathan Miller und David Pelham für The Facts of Life; Horst Seeger und Egbert Herfurth für Die grosse Liedertruhe
- Premio Critici in Erba: Comediants für Sol solet
  - Lobende Erwähnungen: F. Pezzoli, E. Mora und Kennedy für Animali della foresta; Baba Noboru für 11piki no neko marason taikai; Jesùs Ballaz und M. Sitjar für Ibai domador; Sophie Brandes und Rosemarie Detzner für Komm mit nach Irgendwo; Yōko Imoto für Neko no ehon; Osamu Nishikawa für Obake to kodomo no ōsama; Trevor Todd und Stephen Axelsen für The Racing Car Driver’s Moustache; Patrick Moore und Tom Stimpson für The Space Shuttle Action-Book; Richard Fowler für Ted and Dolly’s Fairytale Flight

1986
- Premio Grafico Fiera di Bologna per l’Infanzia: Funakoshi Kanna und Izawa Yoji für Asa. One Morning
  - Lobende Erwähnungen: Keizaburō Tejima für Fuchsträume; Michal Černik und Stanislav Duda für Neplašte nàm švestky; Murakami Yasunari für Pinku to sunojisan
- Premio Grafico Fiera di Bologna per la Gioventù: Robine Clignett für Der Hut des Kaminfegers
  - Lobende Erwähnungen: Béatrice Poncelet für Je pars à la guerre, je serai là pour le goûter; Edith Nesbit und Lisbeth Zwerger für Die Retter des Landes; Christophe Gallaz und Roberto Innocenti für Rosa Weiss; Jürgen Spohn für Das Schnepfen-Köfferchen
- Premio Critici in Erba: Loriot und Jörg Müller für Peter und der Wolf (nach Sergei Prokofjew)
  - Lobende Erwähnungen: Collection “Découverte Cadet”; Asuko Kimura für Kyō ha nanda ka tsuitenai; Jaroslav Seifert und Josef Paleček für Das Lied vom Apfelbaum; Eric Carle für Papa, bitte hol für mich den Mond vom Himmel; Tamami Kowase und Yōko Imoto für Soba no hana saita hi; Susanne Riha für Spazier mit mir durchs ganze Jahr

1987
- Premio Grafico Fiera di Bologna per l’Infanzia: The great games book
  - Lobende Erwähnungen: A avval-e alefbast; Julie Vivas für The Nativity; Claude Clément und Frederic Clément für Le peintre & les cygnes sauvages; Anthony Browne für Piggybook; Yōko Imoto für Uta no ehnon 1
  - Besondere Erwähnungen:Max Bollinger und Jan Lenica für Der bunte Vogel; Collection “Découverte Benjamin”; Sibylle Sailer und Sabine Lohf für Wo der Gurkenkönig wächs: ein pflanzenjahrbuch zum anschauen, lesen, spielen, basteln, kochen und backen
- Premio Grafico Fiera di Bologna per la Gioventù: Collection “Découvertes Gallimard”
  - Lobende Erwähnungen: Moe Nagata für Hanamachizuki ni; Roy Carr, Brian Case und Fred Dellar für The hip: hipsters, jazz and the beat generation; Naoshiro Yoshimoto und Kiyoshi Nakajima für Kodama myoto; Sue Alexander und Georges Lemoine für Leïla; Michael Palin und Richard Seymour für The Mirrorstone; Mike Wilks für The Ultimate Alphabet
- Premio Critici in Erba: Ralph Steadman für That’s My Dad
  - Lobende Erwähnungen: Michael Foreman, David A. Carter und David Pelham für Ben’s Box; Carl Norac und Marie José Sacré für Bon appétit Monsieur Logre; Janosch für Hosentaschen-Bücher; Errol Le Cain für Growltiger’s last stand: with the pekes and the pollicles and the song of the Jellicles (nach T. S. Eliot); Thomas Locker für The Mare on the Hill; Helga Höfle und Rosemarie Detzner für Der Stachelbär
  - Besondere Erwähnungen:Shinsuke Hagiwara und Toshio Takamori für Ki no hon

1988
- Premio Grafico Fiera di Bologna per l’Infanzia: Bert Kitchen für Animal Numbers
- Premio Grafico Fiera di Bologna per la Giuventù: Pierre-Marie Beaude (Text) und Georges Lemoine (Illustrationen) für Le livre de la Création
- Premio Critici in Erba: Evelin Hasler (Text) und Štěpán Zavřel (Illustrationen) für Die Blumenstadt

1989
- Premio Grafico Fiera di Bologna per l’Infanzia: Etienne Delessert für A long long song
- Premio Grafico Fiera di Bologna per la Giuventù: Reihe Les yeux de la découverte
- Premio Critici in Erba: Wilhelm Grimm (Text) und Maurice Sendak (Illustrationen) für Dear Mili

1990
- Premio Grafico Fiera di Bologna per l’Infanzia: Katrien Holland für Mijn held
- Premio Grafico Fiera di Bologna per la Giuventù: Hanna Johansen (Text) und Käthi Bhend (Illustrationen) für Die Geschichte von der kleinen Gans, die nicht schnell genug war
- Premio Critici in Erba: Alix Berenzy für A frog prince

1991
- Premio Grafico Fiera di Bologna per l’Infanzia: Christopher Wormell (Illustrationen) für An alphabet of animals
- Premio Grafico Fiera di Bologna per la Giuventù: René de Ceccatty und Mireille Vautier für Rue de la Méditerranée
- Premio Critici in Erba: Hans de Beer für Kleiner Eisbär nimm mich mit!

1992
- Premio Grafico Fiera di Bologna per l’Infanzia: Josse Goffin für Oh!
- Premio Grafico Fiera di Bologna per la Giuventù: Hofmann von Fallersleben (Text) und Klaus Ensikat (Illustrationen) für Jeder nach seiner Art
- Premio Critici in Erba: Miquel Obiols und Carme Solé Vendrell für die Reihe Iris

1993
- Premio Grafico Fiera di Bologna per l’Infanzia: Grégoire Solotareff für Dictionnaire du Père Noël
- Premio Grafico Fiera di Bologna per la Giuventù: Rascal (Text) und Louis Joos (Illustrationen) für Escales: carnet de croquis
- Premio Critici in Erba: Marcus Pfister für Der Regenbogenfisch

1994
- Premio Grafico Fiera di Bologna per l’Infanzia: Laura Krauss Melmed (Text) und Jim LaMarche (Illustrationen) für The rainbabies
- Premio Grafico Fiera di Bologna per la Giuventù: Jo Hoestlandt (Text) und Johanna Kang (Illustrationen) für La grande peur sous les étoiles
- Premio Critici in Erba: François Crozat für I am a little panda

1995
- Fiction Children: Nikolaus Heidelbach für Was machen die Mädchen?
- Fiction Young Adults: Sara Midda für Growing up and other vices
- Non Fiction Children: Dominique Braye (Text) und Véronique Deiss (Illustrationen) für Les Petits Carnets
- Non Fiction Young Adults: Franck Pavloff (Text) und Marcelino Truong (Illustrationen) für die Reihe J’accuse…! – Enfants prostitués en Asie
- Special Prize for Outstanding Originality: Reihe Les Racines Du Savoir

1996
- Fiction Children: Quentin Blake für Clown
- Fiction Young Adults: Frédéric Clément für Magasin zinzin: pour fêtes et anniversaries
- Non Fiction Children: Les chats pelés für Vive la musique!
- Non Fiction Young Adults: Maria Ousseimi für Caught in the crossfire: growing up in a war zone
- Special Prize for Outstanding Originality: Christian Bruel

1997
- Fiction Children: Jörg Müller für Der standhafte Zinnsoldat
- Fiction Young Adults: Michèle Lemieux für Gewitternacht
- Non Fiction Children: Lucy Cousins für Maisy's house
- Non Fiction Young Adults: nicht vergeben
- Special Prize for Outstanding Originality: Pere Formiguera für Se llama cuerpo: Vocabulario Corporal para niñas y niños

1998
- Fiction Infants: Ernst Jandl (Text) und Norman Junge (Illustrationen) für Fünfter sein
- Fiction Children: Quint Buchholz für Der Sammler der Augenblicke
- Fiction Young Adults: Kenshi Yonekura für Kamihikoki tonda
- Non Fiction Infants: Janet Borg, Pascale Estellon und Anne Weiss für die Reihe Nature
- Non Fiction Children: Kjell Keller (Text) und Oskar Weiss (Illustrationen) für Concerto Classico: Eine kleine Bildmusik
- Non Fiction Young Adults: François Place für Du pays des amazones aux Îles Indigo: atlas des géographes d’Orbæ
- Special Award: Květa Pacovskà für Alphabet

1999
- Fiction Infants: Pascale Estellon für Les comptines de Grigrigrocha
- Fiction Children: Olivier Douzou (Text) und Frédérique Bertrand (Illustrationen) für On ne copie pas
- Fiction Young Adults: Paul Cox für Histoire de l’art
- Non Fiction Infants: Hervé Tullet für Faut pas confondre
- Non Fiction Children: nicht vergeben
- Non Fiction Young Adults: nicht vergeben
- Special Award: Johann Wolfgang Goethe (Text) und Wolf Erlbruch (Illustrationen) für Das Hexen Einmal-Eins

2000
- Fiction Infants: Libby Gleeson (Text) und Armin Greder (Illustrationen) für The great bear
- Fiction Children: Saiji Kanamori für Kuroi manto no ojisan
- Fiction Young Adults: Fabio Viscogliosi Blutch für Le pacha
- Non Fiction Infants: Reihe Asobi no ousama
- Non Fiction Children: Pascale Estellon und Anne Weiss für die Reihe Les grandes aventures
- Non Fiction Young Adults: Priscilla Galloway für Too young to fight: memories from our youth during World War II
- New Horizons: Abdel Tawab Yousef und Salah El Din Besar für Hayat Muhammad fi ‘ashrin qissah
- Introducing Art to Children: Steven Guarnaccia für Boucle d’or et les trois ours

2001
- Fiction Infants: Charles Simic (Text) und Wiebke Oeser (Illustrationen) für Wo steckt Pepé?
- Fiction Children: Jan Van Coillie, Annemie Van Riel (Text) und Klaas Verplancke (Illustrationen) für Ozewiezewoze: het ABC van de kinderliedjes
- Fiction Young Adults: Hans-Joachim Gelberg für Großer Ozean
- Non Fiction Infants: Pascale Estellon, Marianne Maury und Anne Weiss (Illustrationen) für Les petits bonheurs du pré
- Non Fiction Children: Carmen Agra Deedy (Text) und Henri Sørensen (Illustrationen) für The yellow star: the legend of King Christian of Denmark
- Non Fiction Young Adults: Rainer Baginski für Wir trinken so viel wir können, den Rest verkaufen wir: Über Werber und Werbung
- New Horizons Award: Drauzio Varella (Text) und Maria Eugênia (Illustrationen) für Nas ruas do Brás
- Introducing Art to Children Special Award: Marjatta Levanto (Text) und Julia Vuori (Illustrationen) für Unennäkijä tulee: Hugo Simbergin kuvia

2002
- Fiction: Silent night (Atheneum Books for young readers, Singapur 2001)
- Non Fiction: Lluïsot für Una temporada en calcuta: la mirada de un dibujante
- New Horizons: Yaacoub El-Sharouny und Helmy El-Touni für Ajmal al-hikayat al-sha’biyah

2003
- Fiction: Raymond Queneau (Text) für Exercises de style
- Non Fiction: Dominique Gaussen für Jean Moulin & ceux qui ont dit non
- Nuovi orizzonti: Hossein Moalem, Barham Kaef und Kourosh Parsanejad für Hekayatnameh

2004
- Fiction: Wolf Erlbruch für La grande question
- Non-Fiction: Peter Sís für The tree of life
- New Horizons: Reihe Dastanha-ye erfani

2005
- Fiction: Emmanuelle Houdart für Monstres malades
- Non Fiction: Ange Zhang für Red Land, Yellow River: a story from the cultural revolution
- New Horizons: John Kilaka für Ubucuti bw’imbeba n’inzovu

2006
- Fiction: Heinz Janisch (Text) und Aljoscha Blau (Illustrationen) für Rote Wangen
- Non-Fiction: Henning Wiesner (Text) und Günter Mattei (Illustrationen) für Müssen Tiere Zähne putzen? … und andere Fragen an einen Zoodirektor
- New Horizons: Elisabeth Foch (Text) und Janna Andréadis (Illustrationen) für Días tonaltin
- Special Award Words and Music: Wynton Marsalis (Text) und Paul Rogers (Illustrationen) für Jazz A B Z: an A to Z collection of Jazz Portraits

2007
- Fiction: Stian Hole für Garmanns sommer
- Non-Fiction: Jean-Bernard Pouy und Serge Bloch für L’encyclopédie des cancres des rebelles et autres génies
  - Lobende Erwähnung: Armin Abmeier für Hör zu, es ist kein Tier so klein, das nicht von dir ein Bruder könnte sein
- New Horizons: Menena Cottin und Rosana Faría (Illustrationen) für El libro negro de los colores (dt. „Das schwarze Buch der Farben“, 2008)

2008
- Fiction: Øyvind Torseter (Text und Illustration), Avstikkere
- Non-Fiction: Peter Sís (Text und Illustration), The Wall
- Children Poetry: Julian Tuwim für Wiersze dla dzieci
- New Horizons: Gita Wolf, Sirish Rao und Bhajju Shyam (Illustrationen) für The Night Life of Trees (2006) / Das Geheimnis der Bäume (2009)

2009
Jury: Antonio Faeti, Cristina Paterlini, Leonard Marcus
- Fiction: Ajubel (Illustration), Robinson Crusoe
  - Lobende Erwähnungen: Hyewon Yum, Rui Kodemari / Yoko Kitami, Dan Yaccarino
- Non-Fiction: Guillaume Duprat (Text und Illustration), Le Livre des Terres imaginées
  - Lobende Erwähnungen: Sylvie Baussier / Ilya Green, Florence Noiville / Christelle Enault, Chan Sun Park / Yun Ju Kim
- New Horizons: Saki (Text), Alba Marina Rivera (Illustrationen) für El contador de cuentos
  - Lobende Erwähnungen: María Baranda / Gabriel Pacheco, Afsaneh Shabannezhad / Rashin Kheyrieh
- Opera Prima: Kevin Waldron für Mr. Peek and th Misunderstanding at the Zoo

2010
- Fiction: Ronald Tolman (Text), Marije Tolman (Illustrationen) für De Boomhut
  - Lobende Erwähnungen: Nadia Budde für Such dir was aus, aber beeil dich!; Katsumi Komagata für Little tree; Vincent Cuvellier (Text), Anne Herbauts (Illustrationen), Aurélie Luneau, Olivier Mellano (Musik) für Ici Londres!; Kim-Mi Hye (Text), Choe-Mi Ran (Illustrationen) für Temple built of stone, Seokguram
- Non-Fiction: Charles Darwin (Text), Fabian Negrin (Illustrationen) für The riverbank
  - Lobende Erwähnungen: David Bouchard, Shelley Willier, Jim Poitras (Illustrationen), Northern Cree (Musik) für The drum calls softly; Emilie Vast für L’herbier
- New Horizons: Gita Wolf (Text), Ramesh Hengadi & Shantaram Dhadpe (Illustrationen) für Do!
  - Lobende Erwähnungen: Hoda Haddadi für Two friends; Alejandro Magallanes für Armo con letras las palabras; Gustavo Borges (Text), Daniel Kondo (Illustrationen) für Tchibum!
- Opera Prima: Jeremy Holmes für There was an old lady who swallowed a fly
  - Lobende Erwähnungen: Cécile Boyer für Ouaf miaou cui-cui; Susana Reisman für Time flies

2011
- Fiction: Äsop, Bearbeitung von Jean-Philippe Mogenet (Text), Jean-François Martin (Illustrationen) für Fables
  - Lobende Erwähnungen: François Morel (Text), Martin Jarrie (Illustrationen) für Hyacinthe et Rose; Ted Hughes (Text), Laura Carlin (Illustrationen) für The Iron Man
- Non-Fiction: Kim Hee-Kyung (Text), Iwona Chmielewska (Illustrationen) für A House of the Mind: Maum
  - Lobende Erwähnungen: Aleksandra Mizielinska und Daniel Mizielinski für Co z Ciebie wyrośnie?; Gang Gyeong Su für The Stories Shouldn’t Be True
- New Horizons: Lucrecia Zappi (Text), Maria Carolina Sampaio (Illustrationen) für Mil-Folhas – História Ilustrada Do Doce
  - Lobende Erwähnungen: E. T. A. Hoffmann (Text), Daniel Bueno (Illustrationen) für A Janela De Esquina Do Meu Primo; Chiara Carrer: Un Día
- Opera Prima: Ghislaine Herbéra für Monsieur Cent Têtes
  - Lobende Erwähnungen: Laëtitia Devernay für Diapason; Adam Jaromir (Text), Gabriela Cichowska (Illustrationen) für Słoniątko/„Fantje“

2012

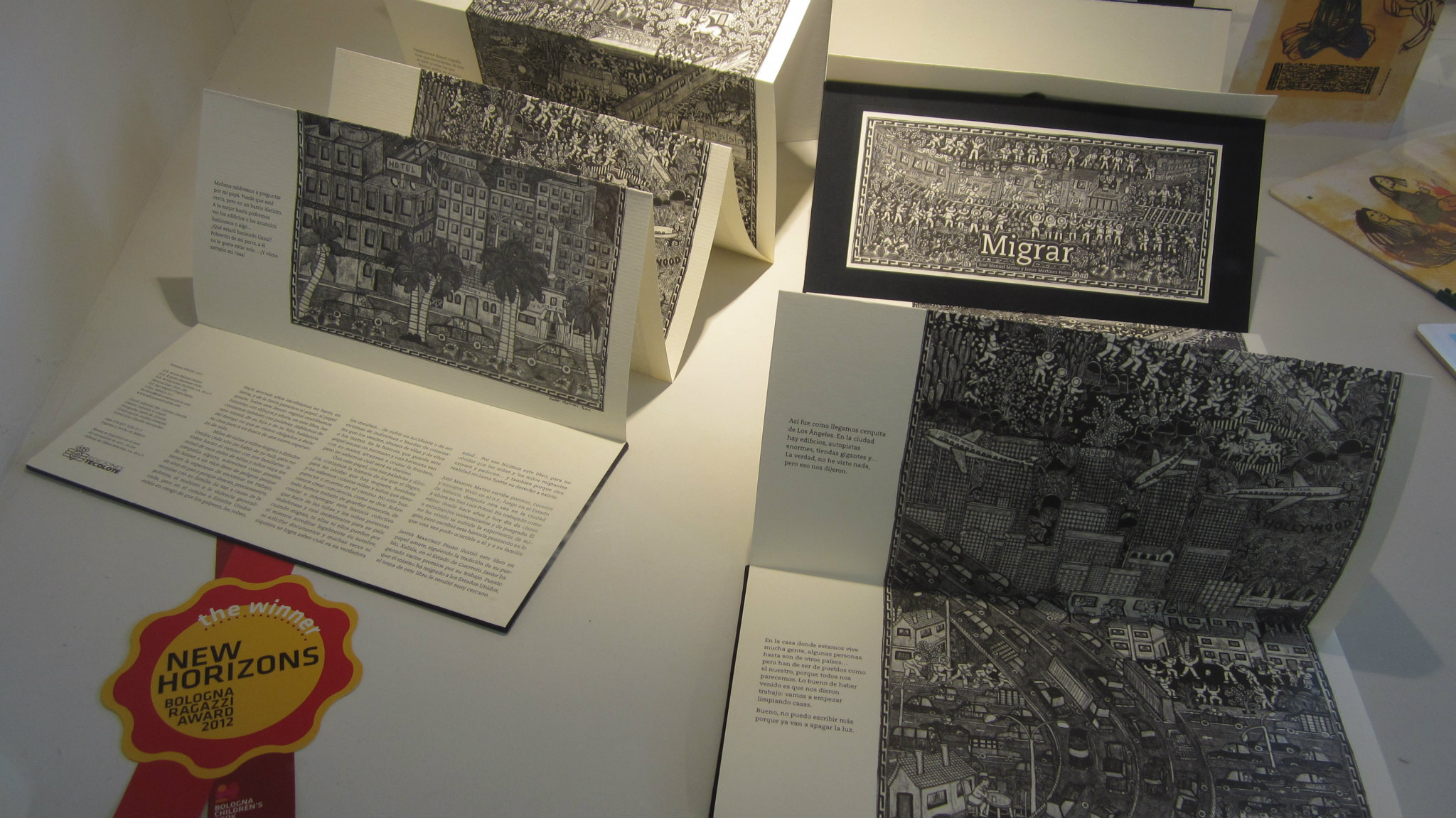
Migrar von José Manuel Mateo und Javier Martínez Pedro, ausgestellt im März und April 2012 auf der Bologna Children’s Book Fair, wo es mit dem Bologna Ragazzi Award in der Kategorie New Horizons ausgezeichnet wurde.

- Fiction: François Place für Le secret d’orbae
  - Lobende Erwähnungen: Marie Desplechin (Text), Emmanuelle Houdart (Illustrationen) für Saltimbanques; Marjorie Kinnan Rawlings (Text), Leo & Diane Dillon (Illustrationen) für The Secret River
- Non-Fiction: Anna Czerwińska-Rydel (Text), Marta Ignerska (Illustrationen) für Wszystko Gra
  - Lobende Erwähnungen: Danielle Védrinelle (Text), Paul Rouillac (Illustrationen) für Masques; Claire A. Nivola für Orani: my father’s village; Ogden Nash (Text), C. F. Payne (Illustrationen) für Lineup for yesterday
- New Horizons: José Manuel Mateo (Text), Javier Martínez Pedro (Illustrationen) für Migrar
  - Lobende Erwähnungen: Farideh Khalatbaree (Text), Ali Boozari (Illustrationen) für Misunderstanding; Rambharos Jha für Waterlife
- Opera Prima: Nadine R. L. Touma (Text), Lara Assouad Khoury (Illustrationen) für Tabati
  - Lobende Erwähnungen: Jennifer Yerkes für Drôle d'oiseau; Nadia Shireen für Good little wolf; Lee Hyeon-ju für Grimmie’s white canavas

2013
- Fiction: Iwona Chmielewska für Eyes
- Non-Fiction: Katy Couprie für Dictionnaire fou du corps
- New Horizons: Diccionario para armar (El Colegio de México Conaculta. Alas y Raíces, Mexiko-Stadt 2011)

2014
- Fiction: India Desjardins (Text) und Pascal Blanchet (Illustrationen) für Le Noël de Marguerite
- Non-Fiction: Jehoszue Kamiński (Text) und Urszula Palusińska (Illustrationen) für Majn Alef Bejs
- New Horizons: Jung Yumi für La chica de polvo

2015
- Fiction: Lizi Boyd für Flashlight
- Non-Fiction: Anne-Margot Ramstein (Text) und Matthias Aregui (Illustrationen) für Avant après
- New Horizons: Maria Ana Peixe Dias und Inês Teixeira do Rosário (Text), Bernardo P. Carvalho (Illustrationen) Für Lá fora

2016
- Fiction: Germano Zullo (Text) und Albertine Zullo (Illustrationen) für Mon tout petit
- Disability: Gusti für Mallko y papà
- Non-Fiction: Equipo Plantel (Text) und Marta Pina, Mikel Casal, Joan Negrescolor & Luci Gutiérrez (Illustrationen) für Libros para mañana
- New Horizons: Fatima Sharafeddine (Text) und Hanane Kai (Illustrationen) für Lisanak Hisanak
- Opera Prima: Johanna Benz für Pacho Rada, la légende!

2017
- Fiction: Oliver Jeffers und Sam Winston für A Child of Books
- Non-Fiction: William Grill für The Wolves of Currumpaw
- New Horizons: Sara Bertrand (Text) und Alejandra Acosta (Illustrationen) für La mujer de la Guarda
- Opera Prima: Jemma Lewis für The Museum of Me
- Braw on Art: Amy Novesky (Text) und Isabelle Arsenault (Illustrationen) für Cloth Lullaby – The woven life of Louise Bourgeois
- Books & Seeds: Gilles Clément (Text) und Incent Gravé (Illustrationen) für Un grand jardin

2018
- Fiction: Alex Cousseau und Charles Dutertre (Illustrationen) für L’oiseau blanc
- Non-Fiction: Romana Romanyshyn und Andriy Lesiv (= Agrafka) für die beiden Bücher Loudly Softly in a Whisper und I See that
- Opera Prima: Sol Undurraga für La plage
- Braw on Art: Aurelién Debat für Cabanes
- Books & Seeds: Sophie Vissière für Le potager d’Alena

2019
- Fiction: Vojtech Masek und Chrudos Valousek (Illustrationen) für Panáček, pecka, švestka, poleno a zase panáček
- Non-Fiction: Isabel Minhós Martins und Bernardo P. Carvalho (Illustrationen) für Atlas das viagens and dos exploradores: As viagens de monges naturalistas e outros viajantes de todos os tempos e lugares
- Opera Prima: Jessica Love für Julian Is a Mermaid
- New Horizons: David Hockney, Martin Gayford und Rose Blake (Illustrationen) für A History of Pictures for Children
- Toddler: Bàrbara Castro Urío für A dormir, gatitos
  - Lifetime Achievement: Attilio Cassinelli
- Digital Award:
  - Fiction: The Gardens Between (The Voxel Agents)
  - Education: Montessori Preschool (Edoki Academy)
  - AR (Augmented Reality): Beth Garrod für Wonderscope – A Brief History of Amazing Stunts
  - Content libraries: Bayam (Bayard)